# Andrew Hemmings
Andrew Gailbraith Hemmings (Reading, 9 de agosto de 1954) es un deportista británico que compitió en vela en la clase 470.
Ganó una medalla de bronce en el Campeonato Mundial de 470 de 1991. Participó en dos Juegos Olímpicos de Verano, en los años 1988 y 1992, ocupando el sexto lugar en Barcelona 1992.

## Palmarés internacional
| \| Campeonato Mundial \| Campeonato Mundial \| Campeonato Mundial \| Campeonato Mundial \| \| Año \| Lugar \| Medalla \| Clase \| \| ------------------ \| -------------------- \| ------------------ \| ------------------ \| \| 1991 \| Brisbane (Australia) \| Medalla de bronce \| 470 \| |                      |                   |       |
| Campeonato Mundial |                      |                   |       |
| Año | Lugar                | Medalla           | Clase |
| 1991 | Brisbane (Australia) | Medalla de bronce | 470   |